# Condylostylus coeruleus
Condylostylus coeruleus är en tvåvingeart som först beskrevs av Jacques-Marie-Frangile Bigot 1859.  Condylostylus coeruleus ingår i släktet Condylostylus och familjen styltflugor. Inga underarter finns listade i Catalogue of Life.